# عملیات نقشه‌برداری

## تعریف نقشه برداری
به طور کلی منظور از عملیات نقشه برداری نشان دادن عوارض طبیعی یا مصنوعی یک منطقه بر روی یک صفحه که آن را نقشه می‌گویند می‌باشد. توجه باید داشت که در تهیه نقشه کرویت زمین در نظر گرفته می‌شود.

## تقسیم بندی عملیات نقشه برداری
عملیات نقشه برداری عموماً به دو دسته بزرگ تقسیم می‌شود:
1. عملیات مربوط به نشان دادن چگونگی مسطحات یک منطقه یا پلانیمتری.
2. عملیات مربوط به نشان دادن وضع ارتفاعی یک منطقه (آلتیمتری)

## عملیات مسطحاتی"پلانی متری
در این مورد بایستی مشخصات مسطحاتی منطقه مانند نمایش مسیر یک خیابان یا یک رودخانه، تقاطع راهها، موقعیت ساختمانها و غیره بر روی صفحه (نقشه) معلوم گردد. به عنوان مثال اگر مسیری مانند(d)شکل زیر داشته باشیم و ناظری روی نقطه A قرار گرفته باشد، کافیست که برای رسم این مسیر، فواصل AKوAMو... وهمچنین زاویه آنها را نسبت به یک امتداد مشخصی مانند شمال نقطهA یا یک نقطه محلی و قراردادی در امتدادی از قبل تعریف شده که برداشت ما را می‌تواند راحتتر کند را داشته باشیم.
با توجه به مقیاس مورد درخواست و مقادیر اندازه‌گیری شده، وضعیت مسیر را می‌توان روی صفحه مشخص نمود. بایستی توجه داشت که برای نقشه برداری یک منطقه لازم است موقعیت نقاط مشاهده در دست باشد و این موقعیت‌ها توسط"کانوای نقشه برداری"(شبکه نقشه برداری) که متکی به نقاط ژئودزی است، حاصل می‌گردد. پس معلوم می‌گردد برای نقشه برداری یک منطقه، به وجود آوردن نقاط کانوا ضروری است.

## دلایل ایجاد شبکه نقشه برداری"کانوا
- اگر از مناطق مختلف بخواهیم نقشه تهیه کنیم و سپس نقشه را بهم اتصال دهیم درصورتیکه کانوای آن‌ها متکی به نقاط ژئودزی نباشند نقشه‌ها پوشش کامل نخواهند داشت.
- وقتی در نقشه برداری از مبداء دور می‌شویم مقدار خطاهای اندازه‌گیری و ترسیم با هم جمع شده خطای بزرگی را که قابل اغماض نیست ایجاد می‌کند از این رو عملیات نقشه برداری بایستی با اتکا به شبکه انجام گیرد؛بهتر است که شبکه نیز متکی به نقاط ژئودزی باشد.

## عملیات آلتی متری
چنانکه بیان شد در مورد پلانیمتری ابهامی وجود ندارد چون با توجه به بحث فوق به هر نقطه یک
(x,y)=((طول و عرض جغرافیایی))تعلق می‌گیرد که با انتخاب یک سیستم مختصات، قابل انتقال به روی کاغذ است، اما در مورد نشان دادن ارتفاعات(X,Y,Z)، راه‌های مختلفی پیشنهاد شده‌است.
برای دستیابی به ارتفاع نقاط کانوا در نقشه برداری نیاز به انجام عملیات ترازیابی مستقیم است هر چند که برای دستیابی به ارتفاع نقاط می‌توان از انواع روش‌هایی چون ترازیابی مثلثاتی (با توتال استیشن)، ترازیابی با استفاده از GPS(با معرفی دیتوم نسبتاً دقیق) و... استفاده کرد ولی همچنان بهترین و دقیق‌ترین روش همان روش ترازیابی مستقیم با استفاده از یک دستگاه دوربین ترازیاب (نیوو) و میر (شاخص) است.

## روشهای نشان دادن ارتفاعات در نقشه
- نقشه برجسته:

ارتفاعات با اشل قراردادی به‌طور برجسته نشان داده می‌شوند البته این نقشه از نظر بیننده معمولی گویا است ولی برای انجام کارهای فنی و دقیق مورد استفاده نمی‌باشد.
- سایه بندی:

در فرآیند سایه بندی به یک سطح برجسته، تحت زاویه مشخصی نور تابانده می‌شود و متناسب با بلندی، سایه به‌وجود می‌آید و آنرا با اشل قراردادی به روی نقشه منتقل می‌نمایند این طریقه نیز از نظر بیننده معمولی گویا ولی برای استفاده فنی و دقیق توام با اشکال می‌باشد.
- سطوح تراز:

رایج‌ترین طریقه نشان دادن ارتفاعات است. یعنی یک سطح برجسته را با صفحات موازی سطح تراز (که آنها را صفحات متساوی البُعد می گویند) قطع نموده وتصویر افقی مقاطع را رسم می‌نمایند.